# ان‌جی‌سی ۲۴۰۳
ان‌جی‌سی ۲۴۰۳(به انگلیسی: NGC 2403)یک کهکشان مارپیچی متوسط در صورت فلکی زرافه است و هسته H II دارد. و توسط ویلیام هرشل کشف شد و از اعضای گروه مسیه ۸۱ است، و فاصله‌اش حدود ۸ میلیون سال نوری است. بازوهای شمالی آن به ان‌جی‌سی ۲۴۰۴ متصل می‌شود.
از این کهکشان دو ابرنواختر دیده شده‌است شبه‌ابرنواختر وSN 2004dj.